# Zakopa
Zakopa falu Horvátországban, Sziszek-Monoszló megyében. Közigazgatásilag Dvorhoz tartozik.

## Fekvése
Sziszek városától légvonalban 46, közúton 69 km-re délre, községközpontjától légvonalban 3, közúton 6 km-re nyugatra a Báni végvidék déli részén, a Žirovac-patak jobb partján fekszik.

## Története
Neve már 1294-ben felbukkan a korabeli forrásokban "Zakop" alakban, amikor a térséggel együtt a Babonić család Vodice nevű birtokának része volt. A birtokot még Imre király adományozta a nemzetségnek, akik azt vásárlással és cserével tovább bővítették, így az a 13. század második felére már a Žirovnica alsó folyása és a Zrinska gora közötti területre is kiterjedt. Helyzetük 1335-ben változott meg drámaian, amikor Babonić István fegyvert fogott Károly Róbert király ellen és kegyvesztett lett, birtokait elveszítette. A birtokokat a család másik ága a Blagay család (nevét a Sana menti Blagaj váráról kapta) vette át, akik még újabbakat is szereztek mellé. A 15. század második felében török seregek hatoltak be a Báni végvidékre nagy pusztítást végezve a Kulpa és az Una közötti térségben. 1463-ban török uralom alá került a szomszédos Bosznia. A térség 1556-tól lényegében a 17. század végéig török uralom alá került.
Betelepülésének előzményeként az 1683 és 1699 között felszabadító harcokban a keresztény seregek kiűzték a térségből a törököt és a török határ az Una folyóhoz került vissza. Ezután a török uralom alatt maradt Közép-Boszniából, főként a Kozara-hegység területéről és a Sana-medencéből  pravoszláv szerb családok érkeztek a felszabadított területekre. Az újonnan érkezettek szabadságjogokat kaptak, de ennek fejében határőr szolgálattal tartoztak. El kellett látniuk a várak, őrhelyek őrzését és részt kellett venniük a hadjáratokban. Zakopa benépesülése is a 17. században kezdődött, majd több hullámban a 18. században is folytatódott. 1696-ban a szábor a bánt tette meg a Kulpa és az Una közötti határvédő erők parancsnokává, melyet hosszas huzavona után 1704-ben a bécsi udvar is elfogadott. Ezzel létrejött a Báni végvidék (horvátul Banovina), mely katonai határőrvidék része lett. 1745-ben megalakult a Petrinya központú második báni ezred, melynek fennhatósága alá ez a vidék is tartozott.
1881-ben megszűnt a katonai közigazgatás és Zágráb vármegye Kostajnicai járásának része lett. 1857-ben 268, 1910-ben 344 lakosa volt. A 20. század első éveiben a kilátástalan gazdasági helyzet miatt sokan vándoroltak ki a tengerentúlra. 1918-ban az új szerb-horvát-szlovén állam, majd később Jugoszlávia része lett. A második világháború idején a Független Horvát Állam része volt, de lakói közül sokan csatlakoztak a partizánegységekhez. Az elesett hősök és a megtorlások áldozatainak emlékművét 1959-ben avatták fel. A háború után a béke időszaka köszöntött a településre. Enyhült a szegénység és sok ember talált munkát a közeli városokban. Ennek következtében újabb kivándorlás indult meg. Sok fiatal települt át a jobb élet reményében Glinára, Dvorra, Petrinyára, Bosanski Noviba. A falu 1991. június 25-én jogilag a független Horvátország része lett, de szerb lakói a Krajinai Szerb Köztársasághoz csatlakoztak. A falut 1995. augusztus 8-án a Vihar hadművelettel foglalta vissza a horvát hadsereg. A szerb lakosság többsége elmenekült. 2011-ben 70 lakosa volt.

## Népesség
| Lakosság változása | Lakosság változása | Lakosság változása | Lakosság változása | Lakosság változása | Lakosság változása | Lakosság változása | Lakosság változása | Lakosság változása | Lakosság változása | Lakosság változása | Lakosság változása | Lakosság változása | Lakosság változása | Lakosság változása | Lakosság változása |
| ------------------ | ------------------ | ------------------ | ------------------ | ------------------ | ------------------ | ------------------ | ------------------ | ------------------ | ------------------ | ------------------ | ------------------ | ------------------ | ------------------ | ------------------ | ------------------ |
| 1857               | 1869               | 1880               | 1890               | 1900               | 1910               | 1921               | 1931               | 1948               | 1953               | 1961               | 1971               | 1981               | 1991               | 2001               | 2011               |
| 268                | 246                | 279                | 309                | 312                | 344                | 303                | 310                | 257                | 279                | 274                | 243                | 189                | 183                | 58                 | 70                 |

## Nevezetességei
- A II. világháborúban elesett hősök és a fasizmus áldozatainak emlékművét 1959-ben avatták fel. Ma elhanyagolt állapotban van.
- A Žirovac-patakon átívelő fahíd a II. világháború után épült.